# ایزیاسلاف، اوکراین
شهر ایزیاسلاف (به روسی: Ізяслав) در استان خملنیتسکی در کشور اوکراین واقع شده‌است. جمعیت این شهر ۱۸٬۴۴۴ نفر  است.

## نگارخانه

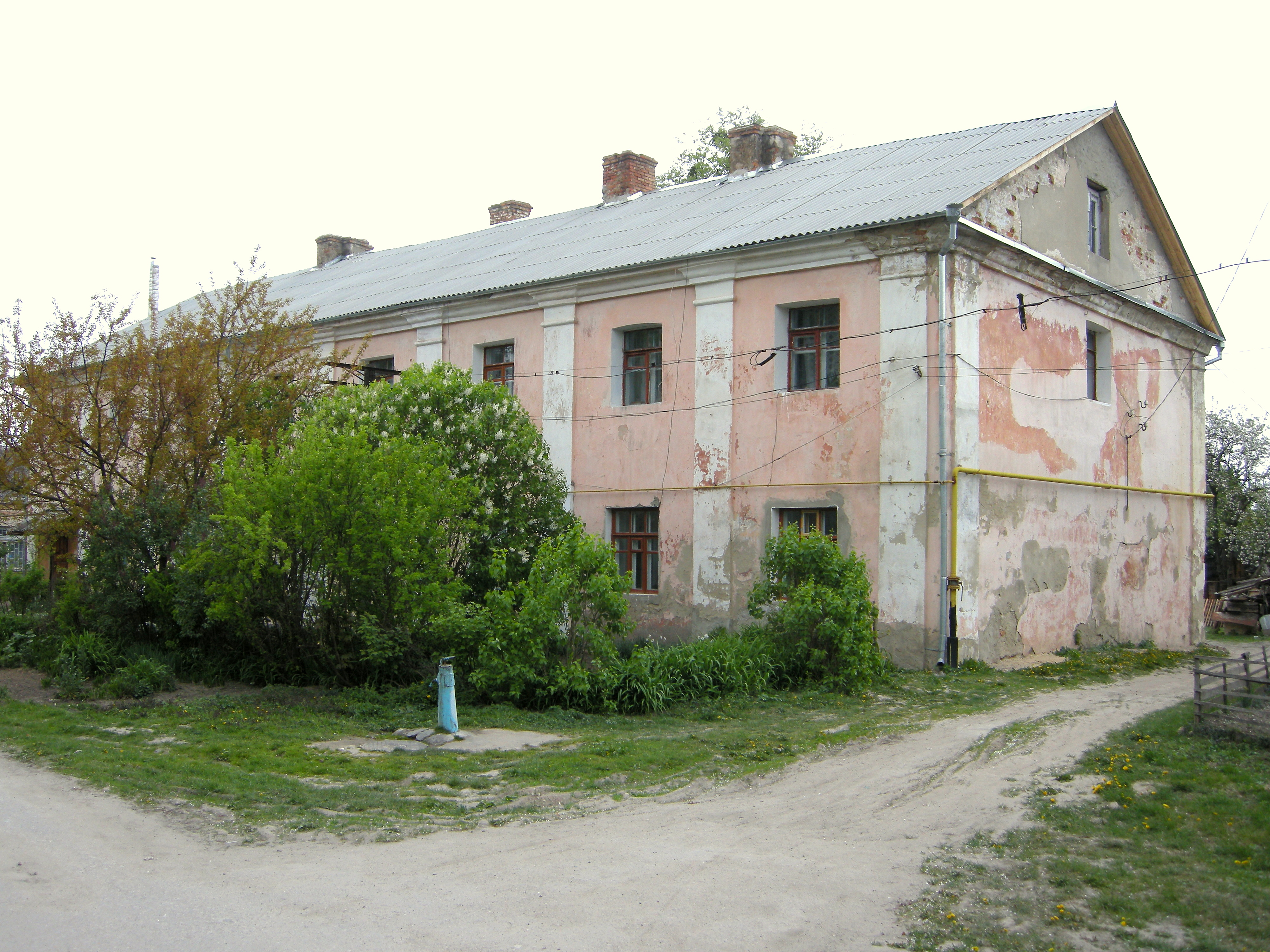
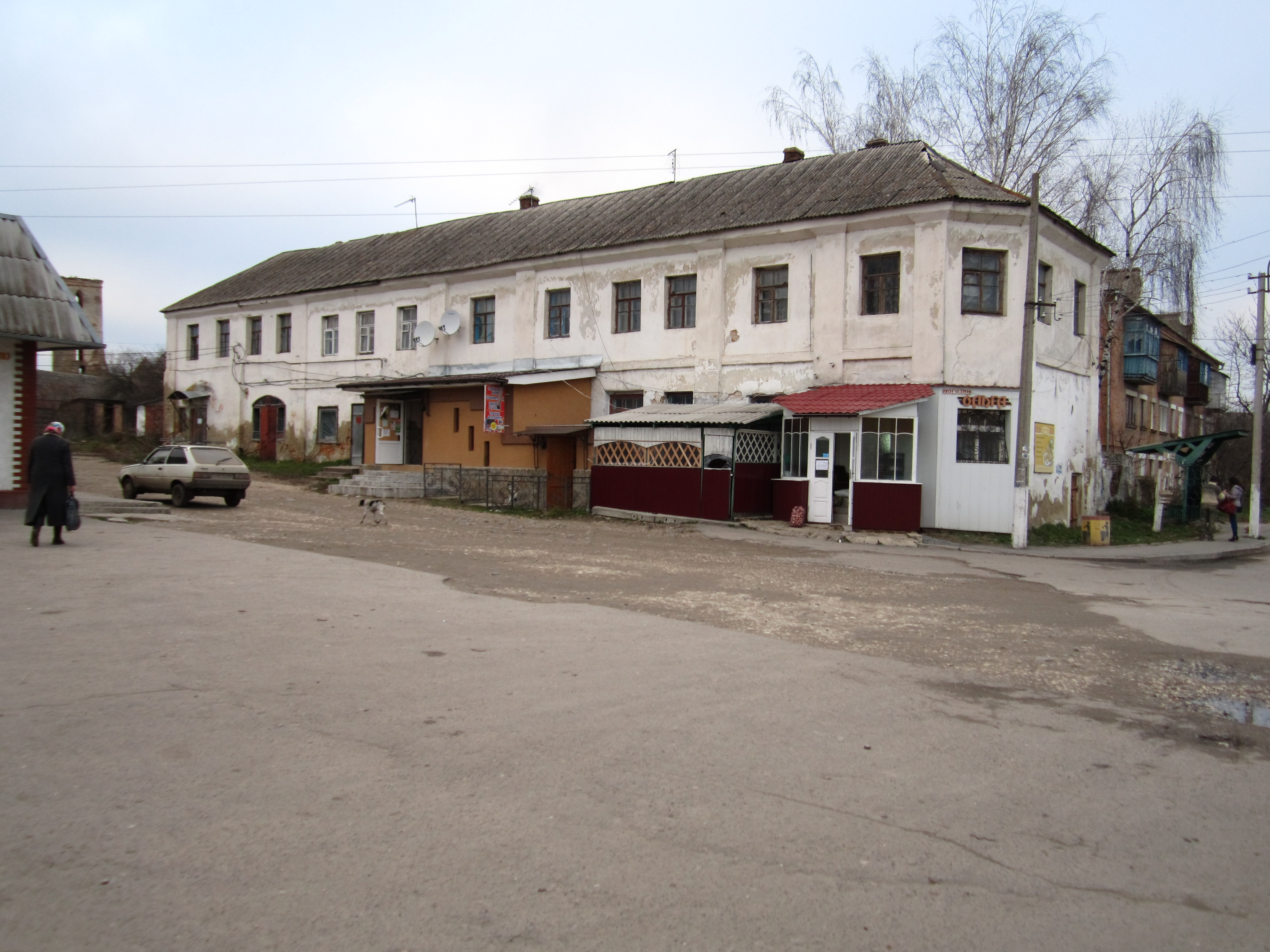
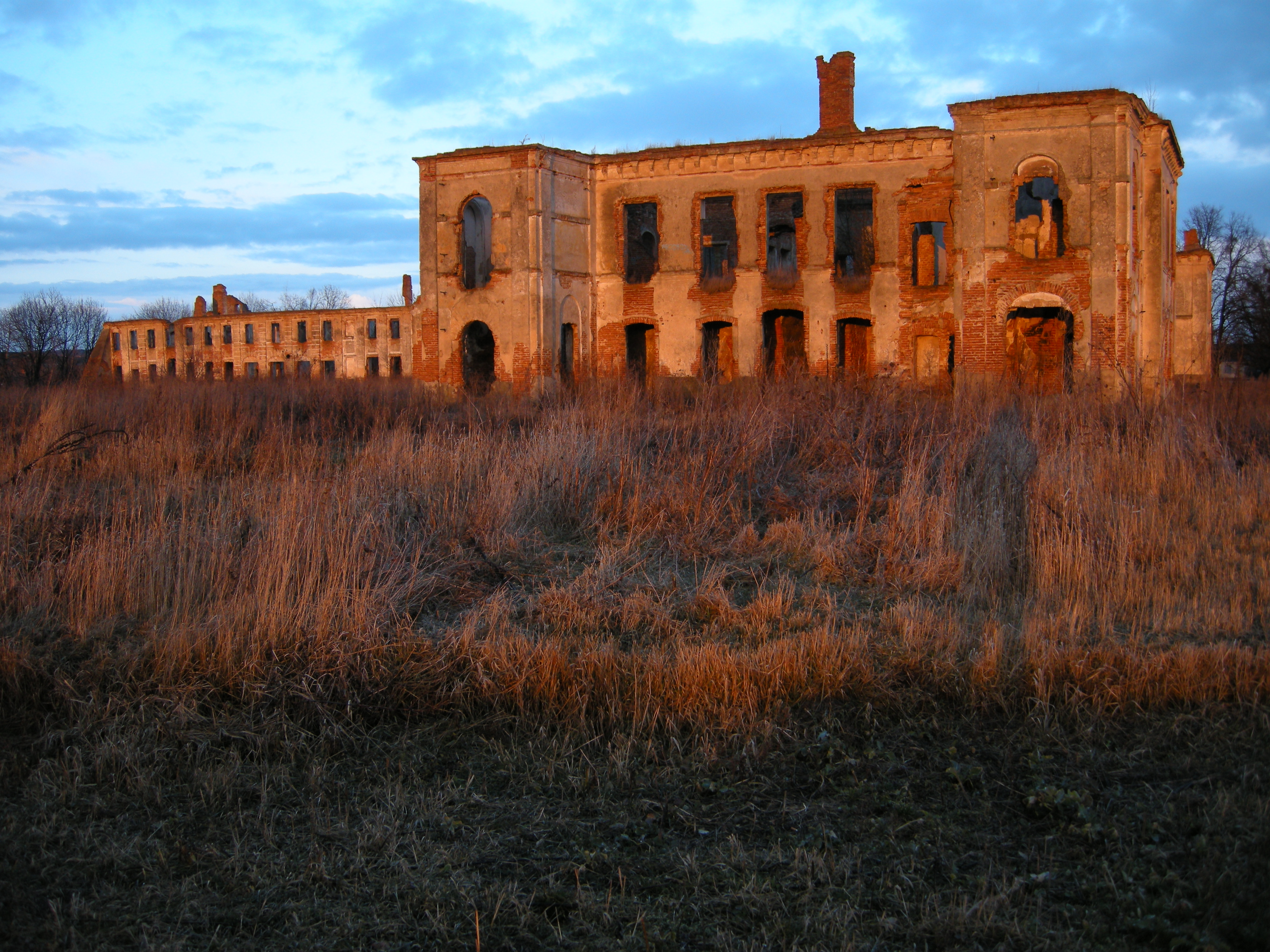
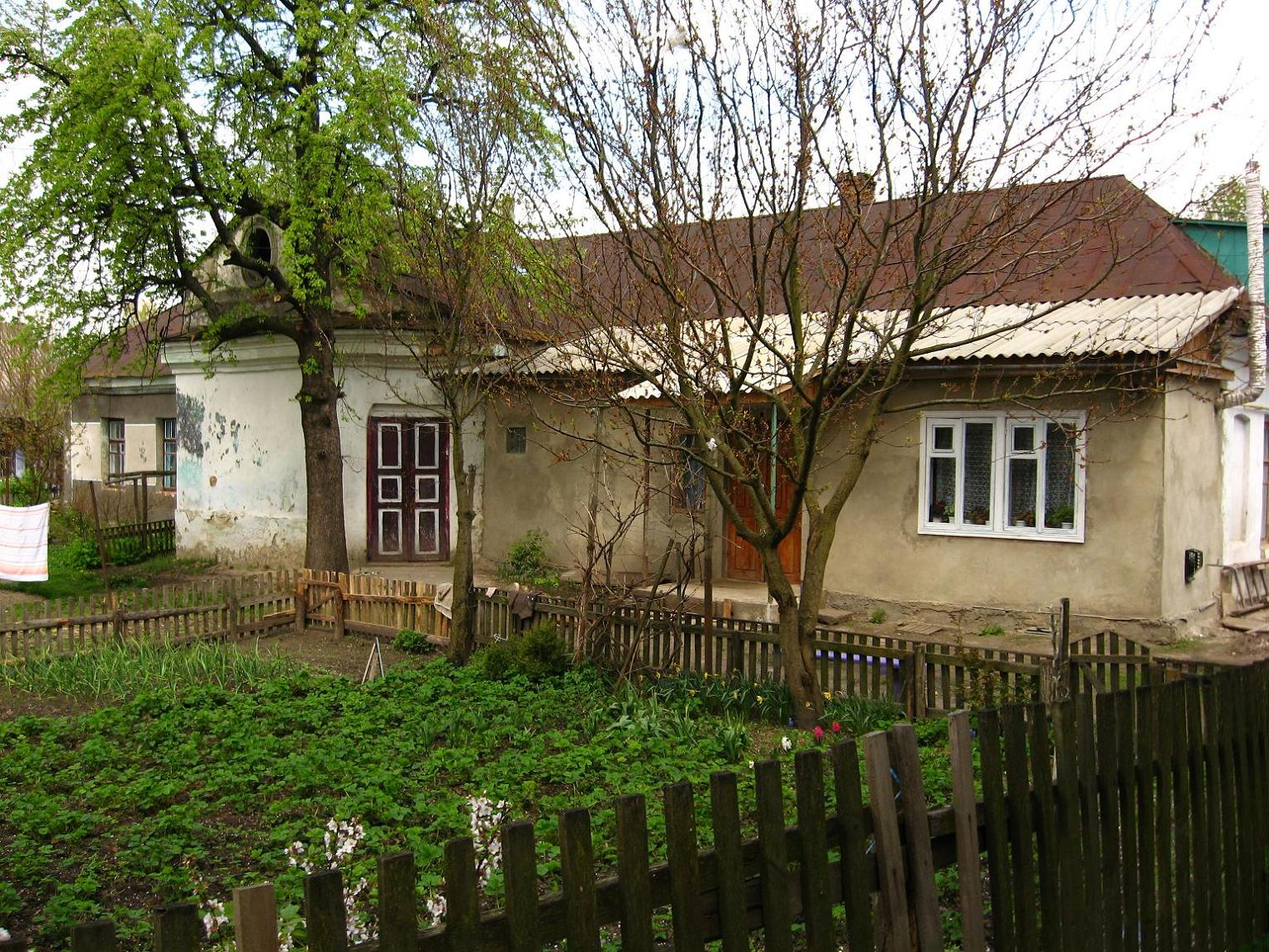
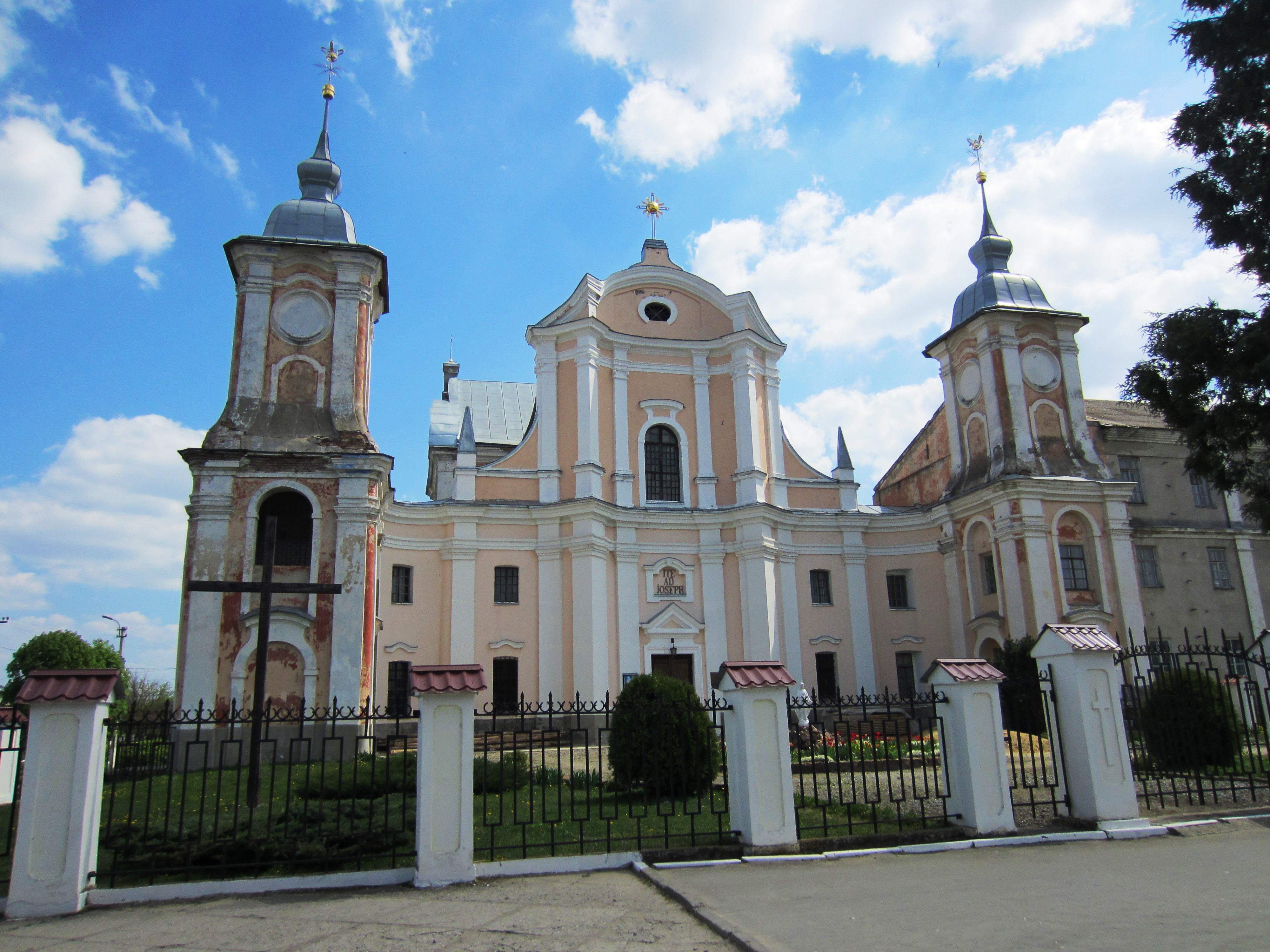
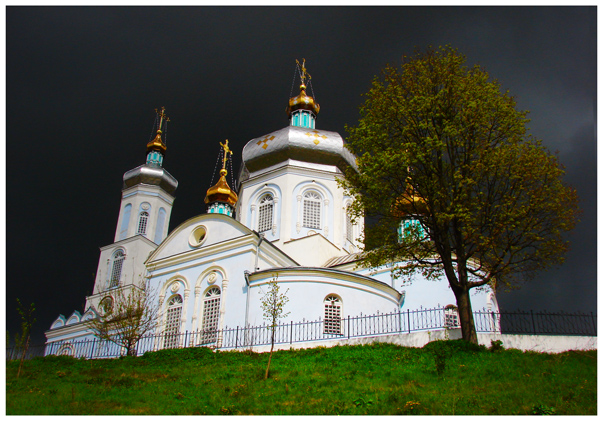